# عضلة مثنية زندية للرسغ
العضلة قابضة الرسغ الزندية (باللاتينية: Musculus flexor carpi ulnaris) هي أحد عضلات المسكن الأمامي للساعد التي تعمل على التقريب والتبعيد .

## المنشأ و المرتكز[2]
تنشأ قابضة الرسغ الزندية من رأسين عضدي و زندي  و يتشكل بينهما قوس ليفية (الحلقة الليفية) يمر منها الشريان والعصب الزندي.
- الرأس العضدي ينشأ من اللقيمة الأنسية للعضد.
- الرأس الزندي ينشأ من الناتئ الزجي للزند و من الثلثين العلويين للوجه الخلفي للزند.

ترتكز على العظم الحمصي ومن ثم  بوتر على العظم الكلابي (مشكلاً الوتر الحمصي الكلابي) ثم بوتر على  قاعدة السنع الخامس مشكلا الوتر الحمصي السنعي.
تقوم العضلة بقبض الرسغ و تقريب الرسغ.

## معرض صور

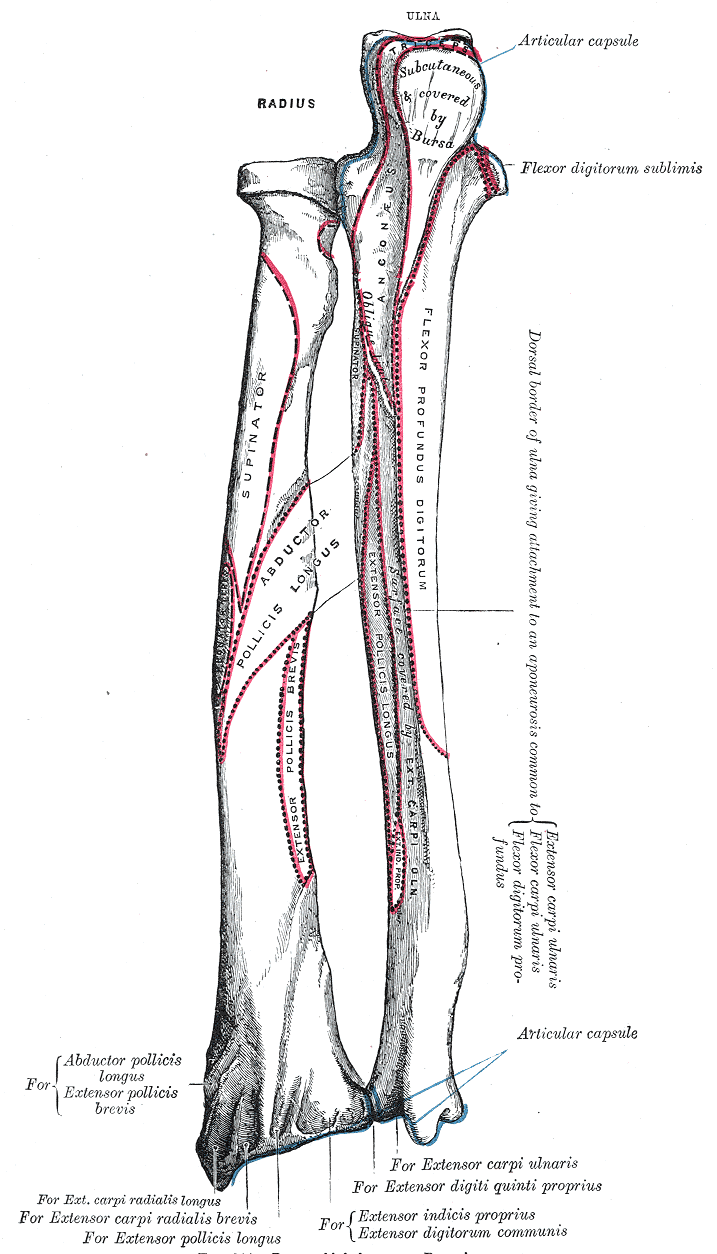
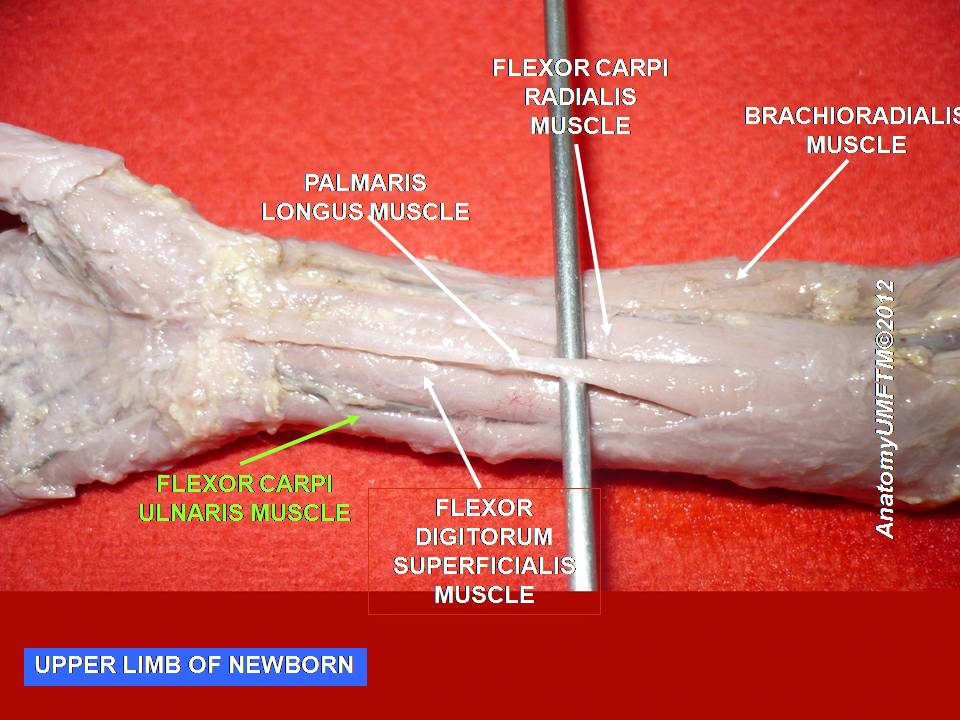
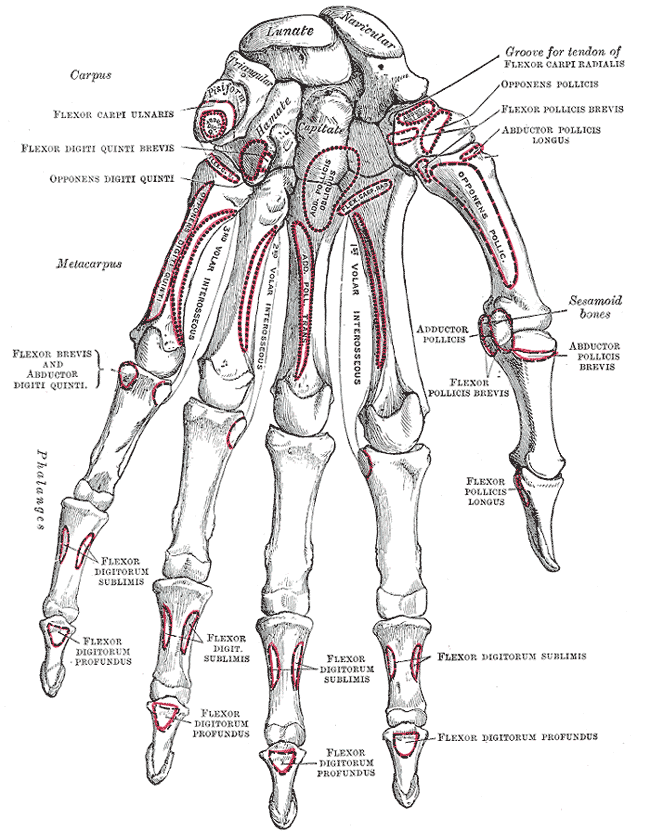